# 투모로우바이투게더의 음반 목록
다음은 대한민국의 보이 그룹 투모로우바이투게더가 발매한 음반 목록이다.